# مسابقة إل تي بي بي لتحليل البيانات الدولية

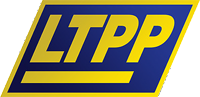

 مسابقة تحليل البيانات الدولية (بالإنجليزية: LTPP International Data Analysis Contest)‏ هي مسابقة تحليل البيانات السنوية التي عقدتها الجمعية الأمريكية للمهندسين المدنيين و إدارة الطرق السريعة الفيدرالية. و كما يوحي اسمها، من المفترض أن المشاركين في استخدام البيانات إل تي بي بي في تحليلها. و سيتم الإعلان عن الفائزين في مسابقة تحليل البيانات هذه في أوائل كانون الثاني خلال الاجتماع السنوي لمجلس بحوث النقل.
قاعدة بيانات لتب تحتوي على بيانات أكثر من 2500 طريق الطرق في جميع أنحاء الولايات المتحدة و كندا. أطلقت FHWA و الجمعية الأمريكية للمهندسين المدنيين جهد مشترك لتشجيع الباحثين في جميع أنحاء العالم وقد أدخلت المسابقة لأول مرة في عام 1998.